# Cote de popularité du président des États-Unis
George Gallup introduit une cote de popularité du président des États-Unis vers 1937 sous Franklin Delano Roosevelt afin d'évaluer le soutien du public au chef de l'État au cours de son mandat. Une cote de popularité est déterminée par un sondage qui indique le pourcentage de répondants à un sondage d'opinion qui approuvent une personne ou un programme particulier. En règle générale, une cote d'approbation est donnée à une personnalité politique sur la base des réponses à un sondage dans lequel un échantillon de personnes est invité à approuver ou à désapprouver cette figure politique particulière. La question est formulée par Gallup comme suit :
« Approuvez-vous ou désapprouvez-vous la façon dont [nom du président actuel] gère son travail de président  ? »,
La question est demeurée inchangée depuis les années 1940, ce qui permet des comparaisons historiques entre différents présidents. La plupart des autres organismes utilisent la même question, notamment afin de fournir des résultats qui peuvent être mis en perspective avec les données historiques de Gallup.
Comme la plupart des enquêtes qui prédisent les opinions, les résultats des sondages individuels peuvent être inexacts. Il existe de nombreux systèmes de notation d'approbation non-scientifiques qui affichent des statistiques inexactes. Cependant, la cote d'approbation globale est généralement acceptée par les statisticiens comme un indicateur statistiquement valide des changements comparatifs de l'humeur populaire des États-Unis à l'égard du président.

## Comparaisons historiques
Historique des hauts et des bas de l'approbation du sondage Gallup pour chaque président depuis 1937,,,
| Ordre | Président       | Approbation la plus élevée                                     | Approbation la plus basse               | Haut – Bas | Désapprobation la plus élevée                                               | Marge positive la plus élevée | Marge la plus basse                      | Sondage final   | Approbation moyenne | Sondages par an |
| ----- | --------------- | -------------------------------------------------------------- | --------------------------------------- | ---------- | --------------------------------------------------------------------------- | ----------------------------- | ---------------------------------------- | --------------- | ------------------- | --------------- |
| 46    | Biden           | 57 (02/02/2021, 21/04/2021)                                    | 37 (25/04/2023, 23/10/2023, 21/11/2023) | 20         | 59 (26/07/2022, 25/04/2023, 23/10/2023, 21/11/2023, 20/12/2023, 20/02/2024) | 20 (02/02/2021)               | −22 (25/04/2023, 23/10/2023, 21/11/2023) |                 |                     |                 |
| 45    | Trump           | 49 (16/01/2020, 03/02/2020, 13-03-2020, 14/04/2020, 1/05/2020) | 34 (15/01/2021)                         | 15         | 62 (15/01/2021)                                                             | 4 (22/03/2020)                | −28 (15/01/2021)                         | 34 (15/01/2021) | 41                  | 40              |
| 44,   | Obama           | 67 (25/01/2009)                                                | 40 (05/09/2014)                         | 27         | 55 (22/06/2014, 12/10/2014)                                                 | 56 (23/01/2009, 24/01/2009)   | −18 (10/10/2014)                         | 59 (19/01/2017) | 47.9                | 48.4            |
| 43,   | G. W. Bush      | 90 (2001-9-21)                                                 | 25 (05/10/2008, 12/10/2008, 02/11/2008) | 65         | 71 (10/10/2008)                                                             | 83 (22/09/2001)               | −46 (12/10/2008)                         | 34 (11/01/2009) | 49.4                | 33.7            |
| 42    | Clinton         | 73 (19/12/1998)                                                | 37 (06/06/1993)                         | 36         | 54 (07/09/1994)                                                             | 45 (17/12/2000)               | −14 (07/09/1994)                         | 66 (14/01/2001) | 55.1                | 28.5            |
| 41    | G. H. W. Bush   | 89 (28/02/1991)                                                | 29 (02/08/1992, 13/10/1992)             | 60         | 60 (31/07/1992)                                                             | 82 (03/03/1991)               | −30 (02/08/1992, 13/10/1992)             | 56 (11/01/1993) | 60.9                | 39.5            |
| 40    | Reagan          | 71 (30/01/1986)                                                | 35 (31/01/1983)                         | 36         | 56 (28/01/1983)                                                             | 52 (30/01/1986)               | −21(31/01/1983)                          | 63 (29/12/1988) | 52.8                | 37.0            |
| 39    | Carter          | 74 (15/03/1977)                                                | 28 (26/06/1979, 02/10/1979)             | 46         | 59 (26/06/1979)                                                             | 66 (15/03/1977)               | −31 (26/06/1979)                         | 34 (08/12/1980) | 45.5                | 22.7            |
| 38    | Ford            | 70 (13/08/1974)                                                | 36 (25/03/1975)                         | 34         | 46 (15/04/1975, 18/11/1975)                                                 | 67 (13/08/1974)               | −7 (25/02/1975, 25/03/1975, 15/04/1975)  | 53 (13/12/1976) | 47.2                | 14.7            |
| 37    | Nixon           | 66 (23/01/1973)                                                | 24 (02/01/1974)                         | 42         | 66 (05/08/1974)                                                             | 57 (17/03/1969)               | −42 (05/08/1974)                         | 24 (05/08/1974) | 49.1                | 17.7            |
| 36    | Johnson         | 79 (05/03/1964)                                                | 34 (12/08/1968)                         | 45         | 52 (12/08/1968)                                                             | 75 (10/12/1963)               | −18 (12/08/1968)                         | 49 (06/01/1969) | 55.1                | 15.3            |
| 35    | Kennedy         | 83 (05/03/1962)                                                | 56 (10/09/1963)                         | 27         | 30 (12/09/1963, 08/11/1963)                                                 | 78 (05/03/1962)               | 27 (10/09/1963)                          | 58 (13/11/1963) | 70.1                | 13.7            |
| 34    | Eisenhower      | 77 (22/11/1955, 19/12/1956)                                    | 47 (25/03/1958)                         | 30         | 36 (25/03/1958)                                                             | 66 (02/04/1953, 19/12/1956)   | 12 (25/03/1958)                          | 59 (13/12/1960) | 65.0                | 14.4            |
| 33    | Truman          | 87 (22/08/1945)                                                | 22 (16/11/1951, 14/02/1952)             | 65         | 67 (06/01/1952)                                                             | 85 (22/08/1945)               | −43 (04/01/1952)                         | 32 (16/12/1952) | 45.4                | 8.4             |
| 32    | F. D. Roosevelt | 83 (23/01/1942)                                                | 48 (18/08/1939)                         | 35         | 46 (22/05/1938, 29/05/1938, 07/11/1938)                                     | 73 (23/01/1942)               |                                          | 65 (15/12/1943) | 63                  |                 |

## Graphiques

Évolution des cotes de popularité Gallup des présidents des États-Unis
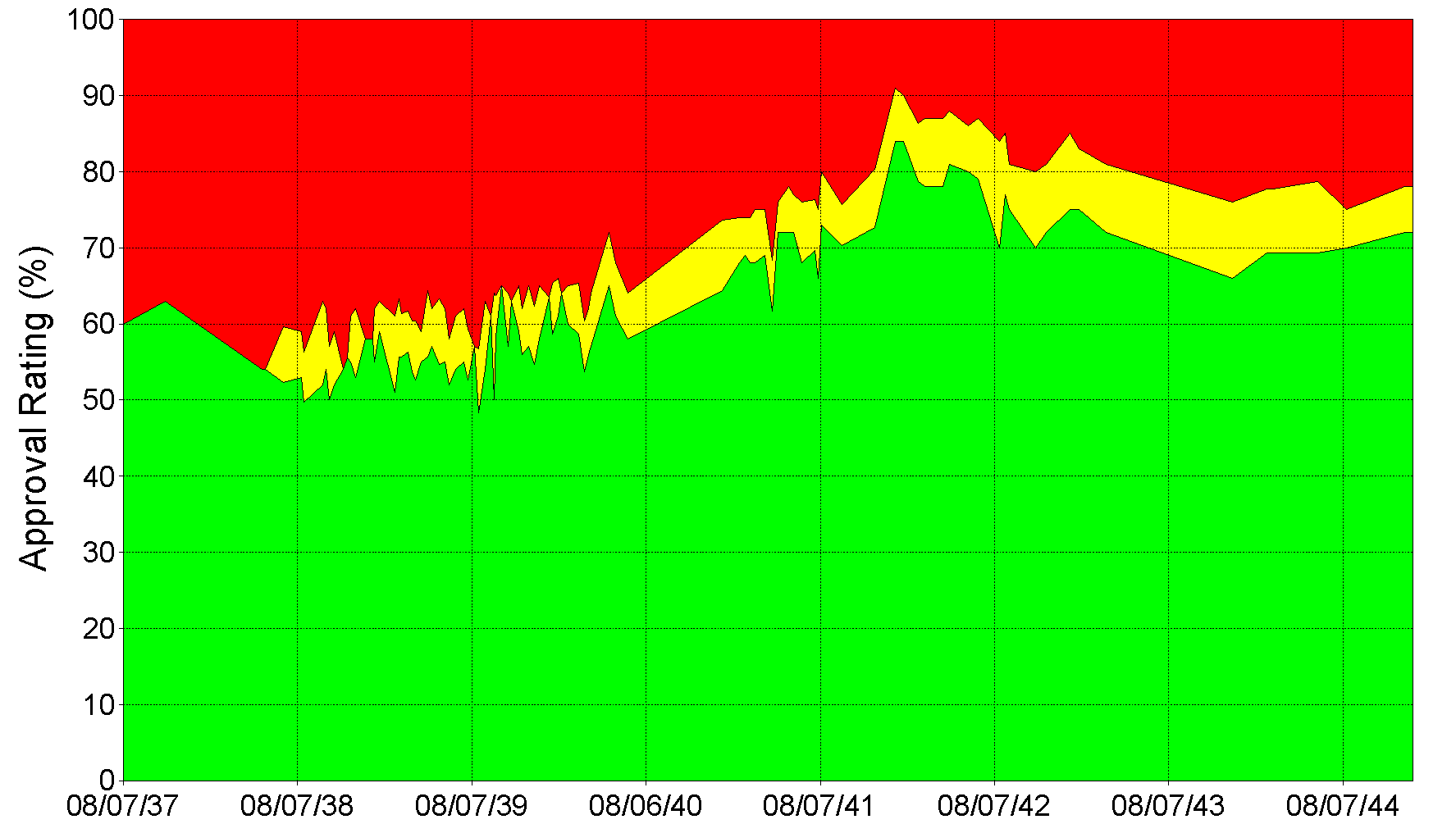
Franklin D. Roosevelt
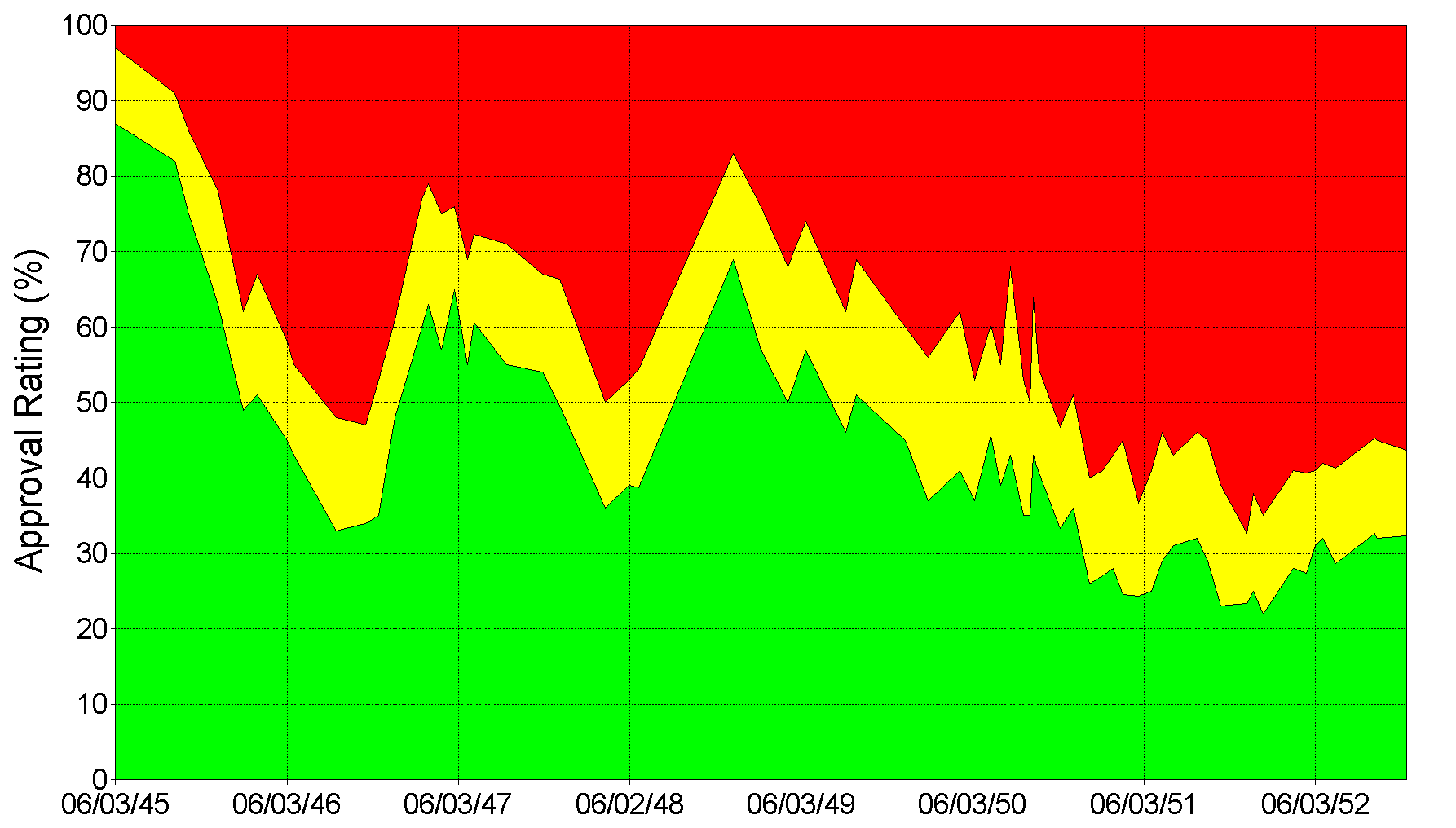
Harry S. Truman
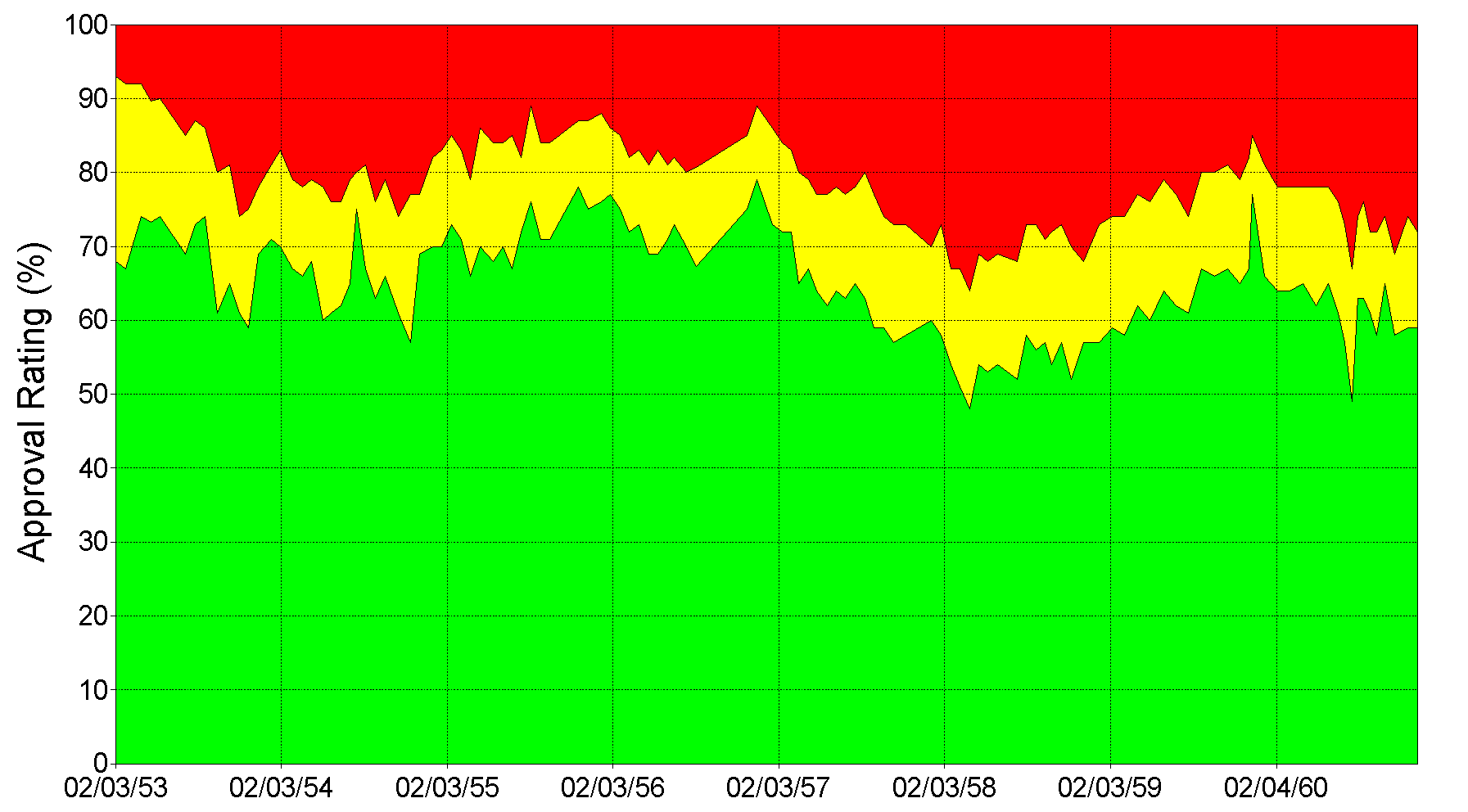
Dwight D. Eisenhower
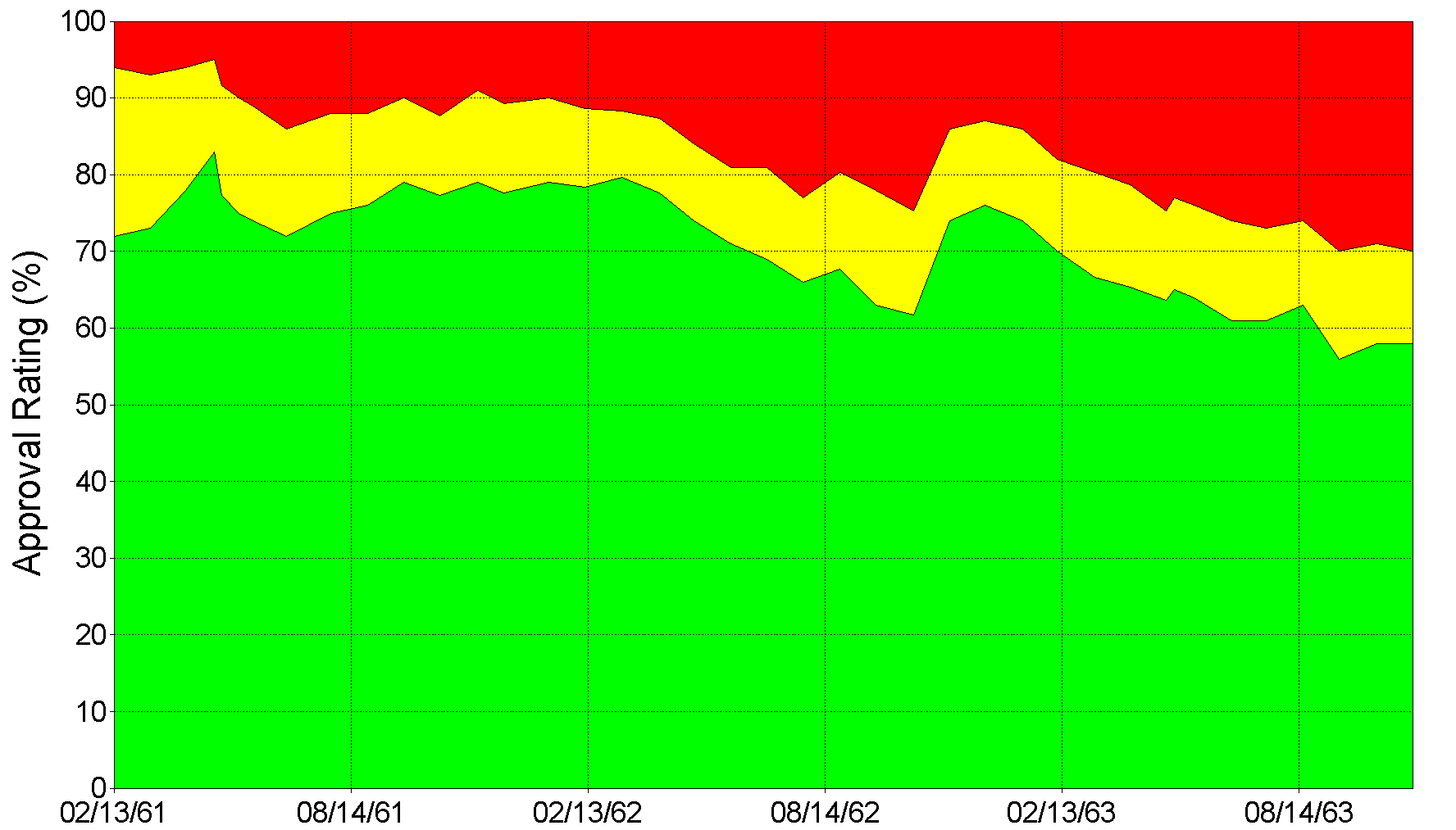
John F. Kennedy
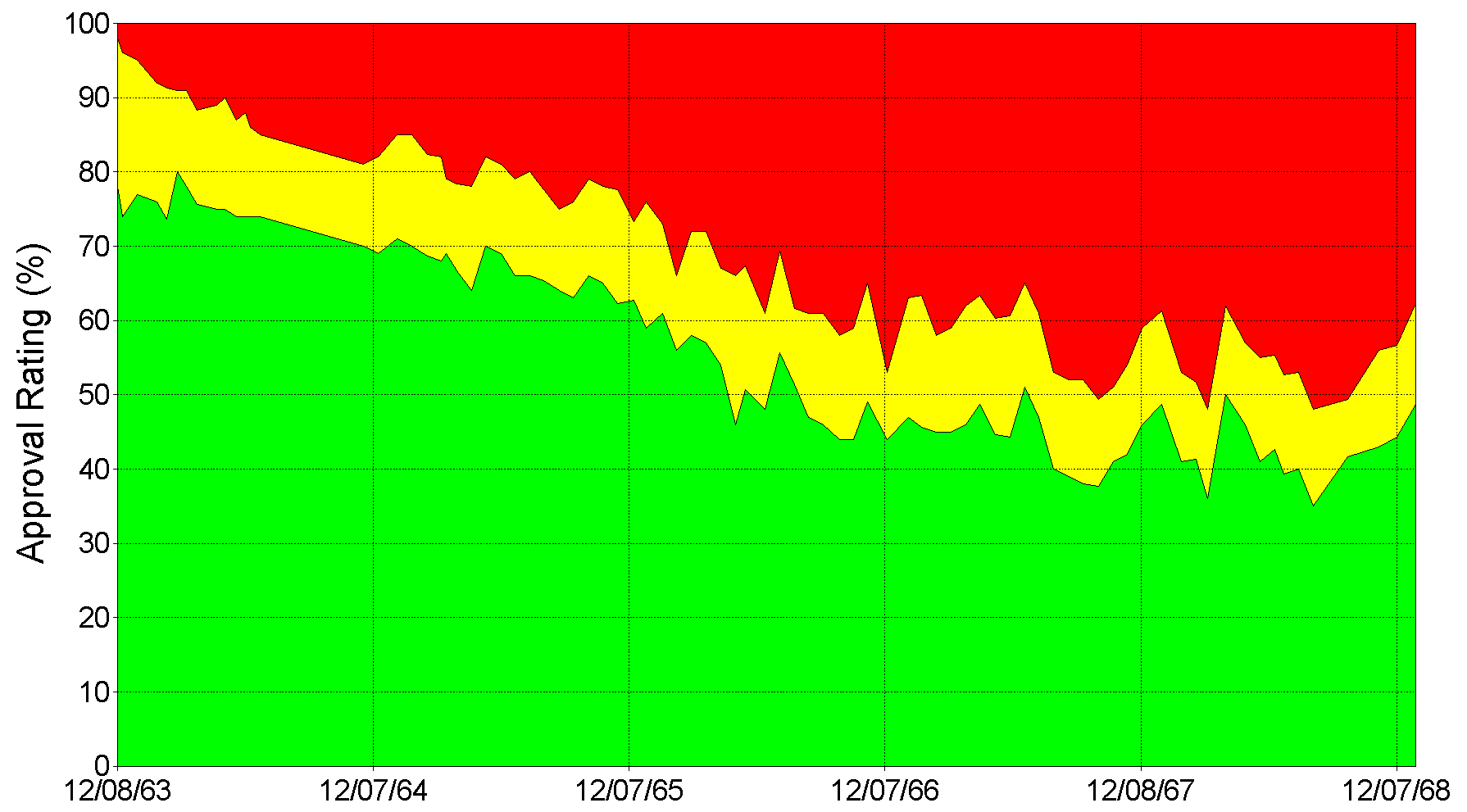
Lyndon B. Johnson
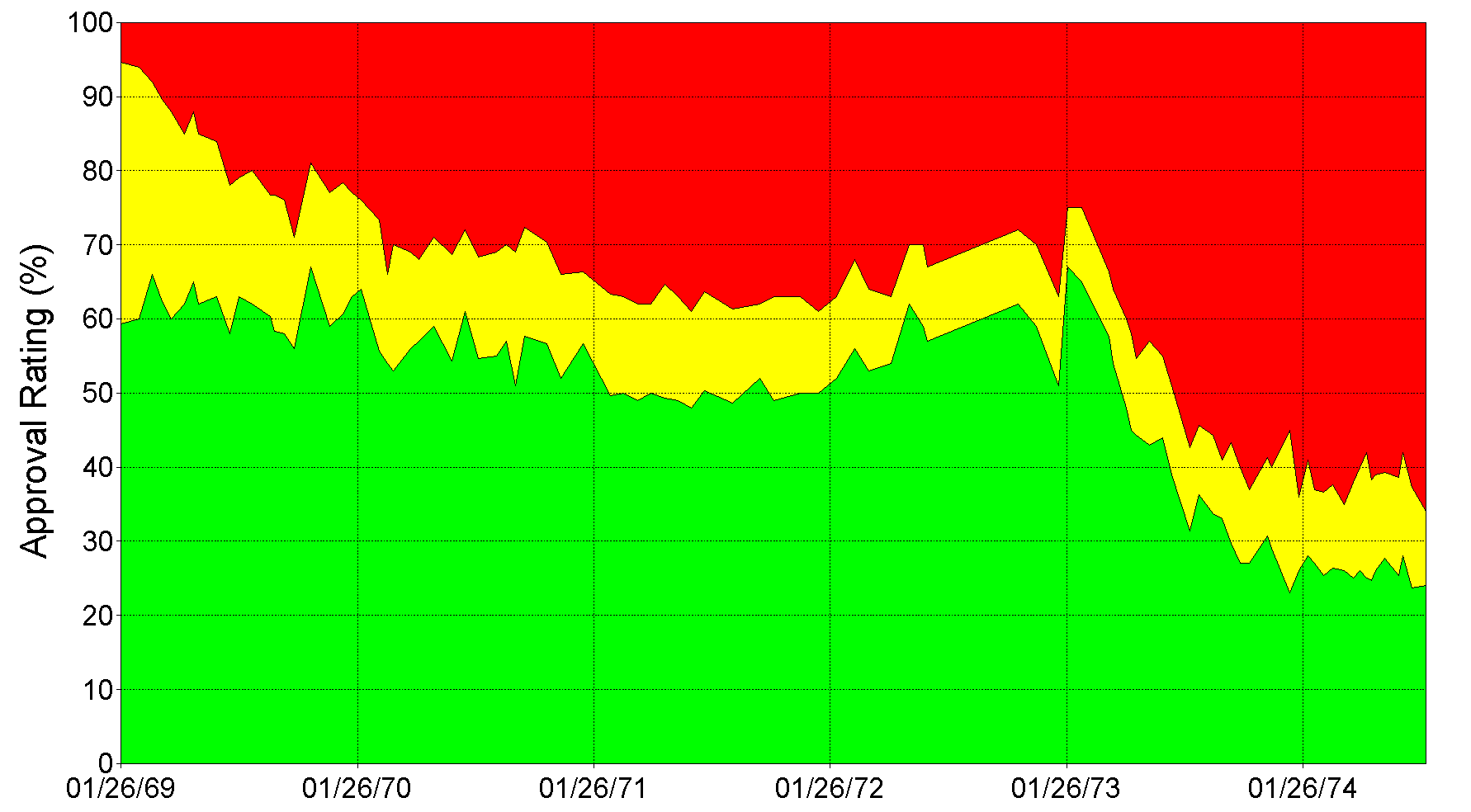
Richard Nixon
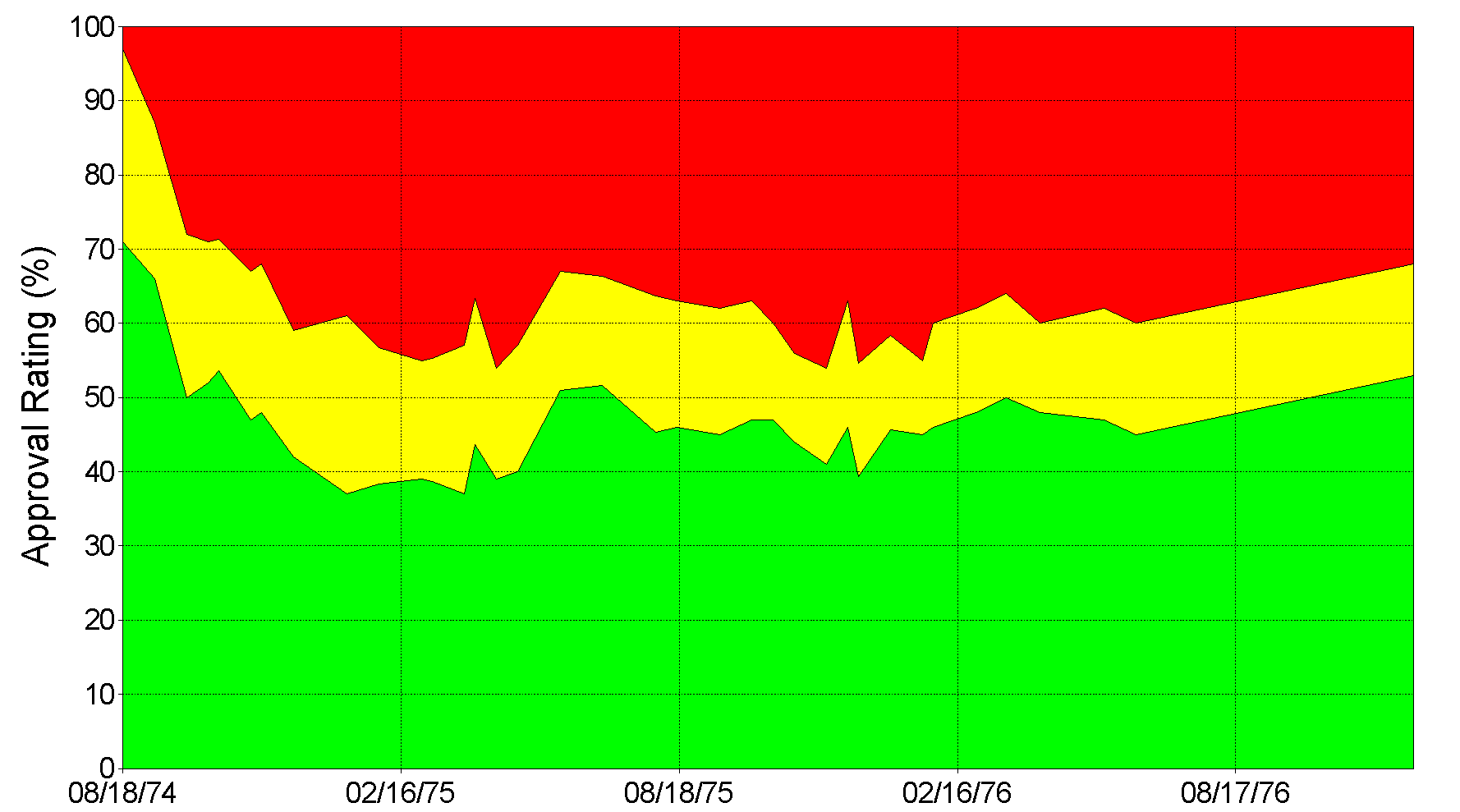
Gerald Ford
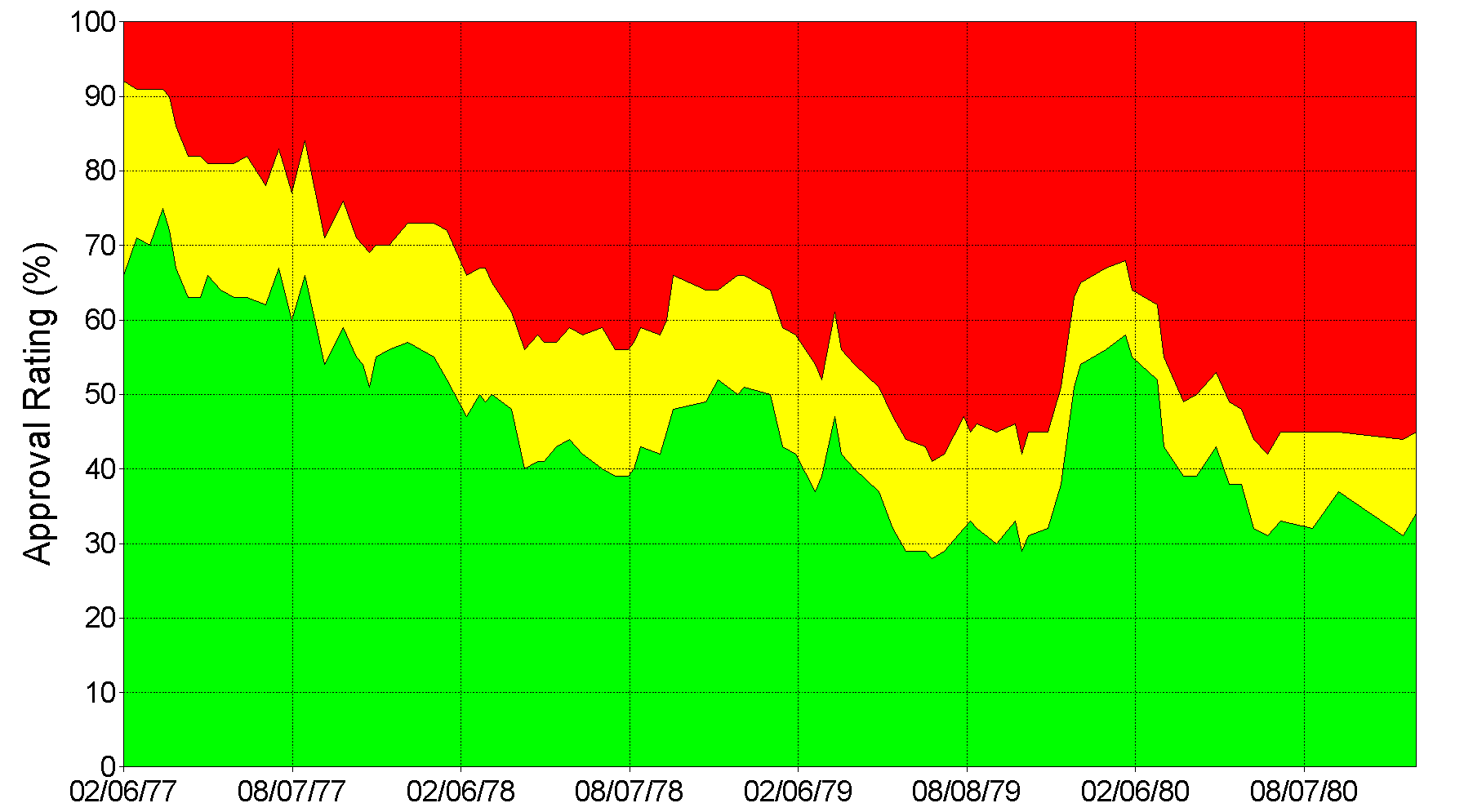
Jimmy Carter
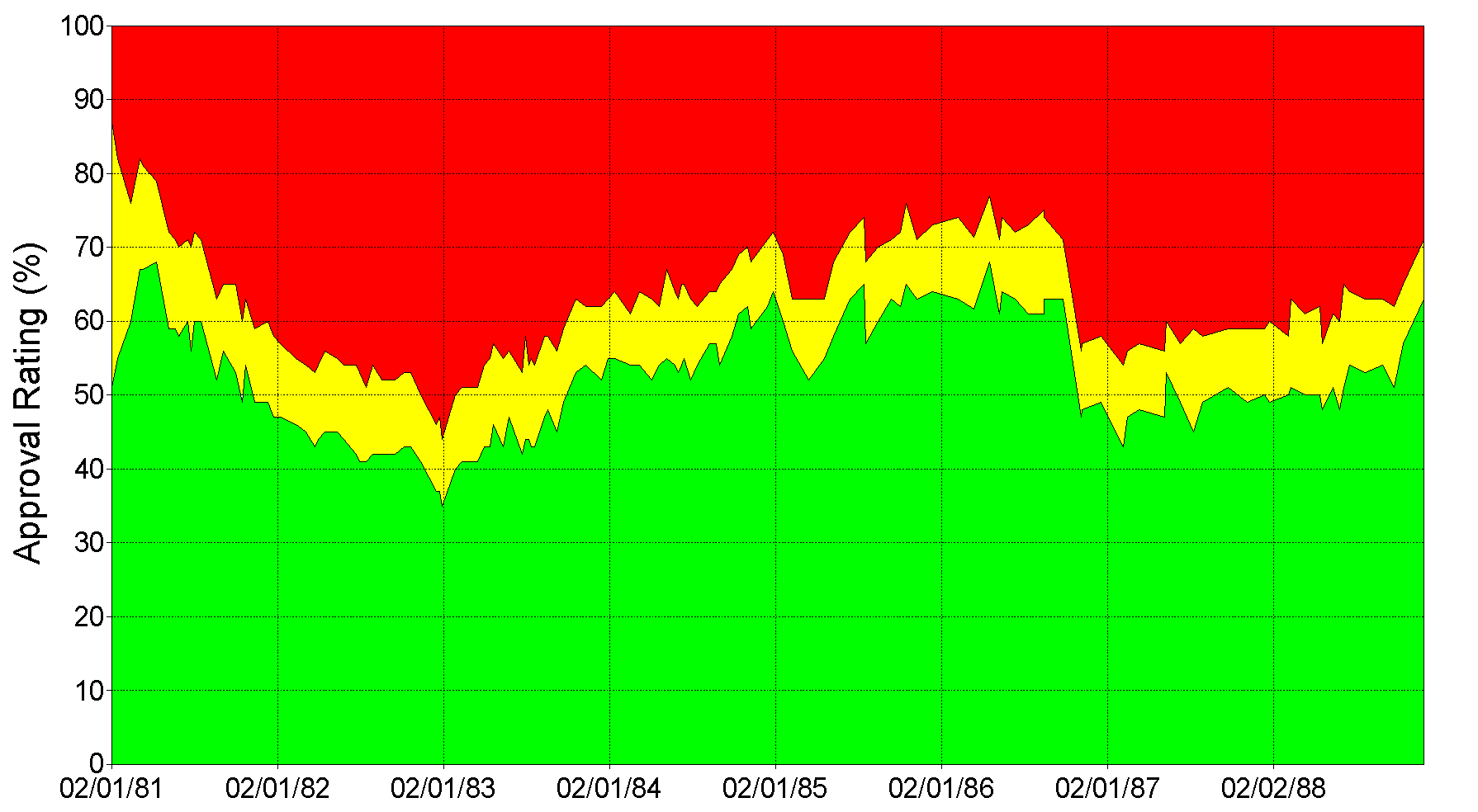
Ronald Reagan
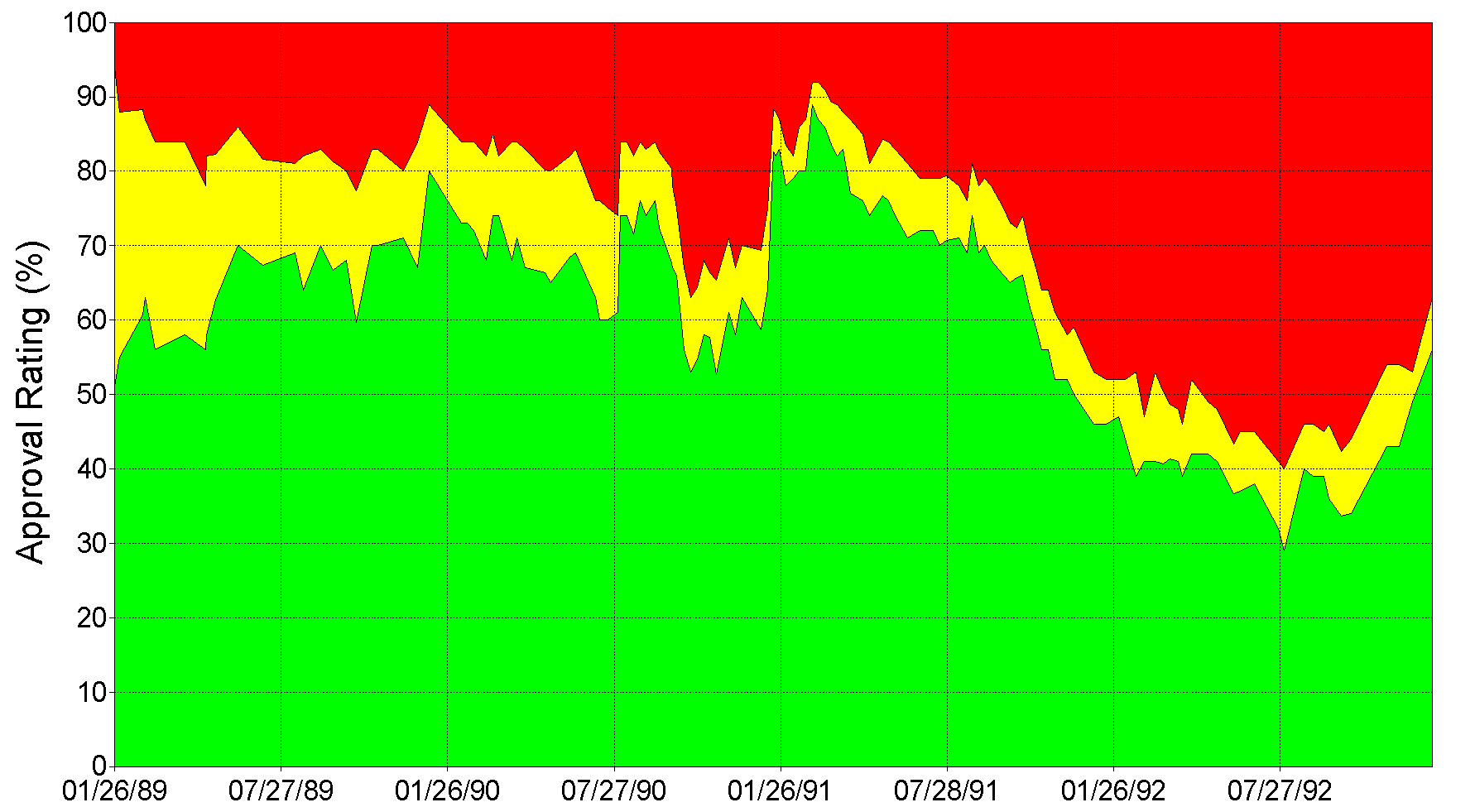
George H. W. Bush
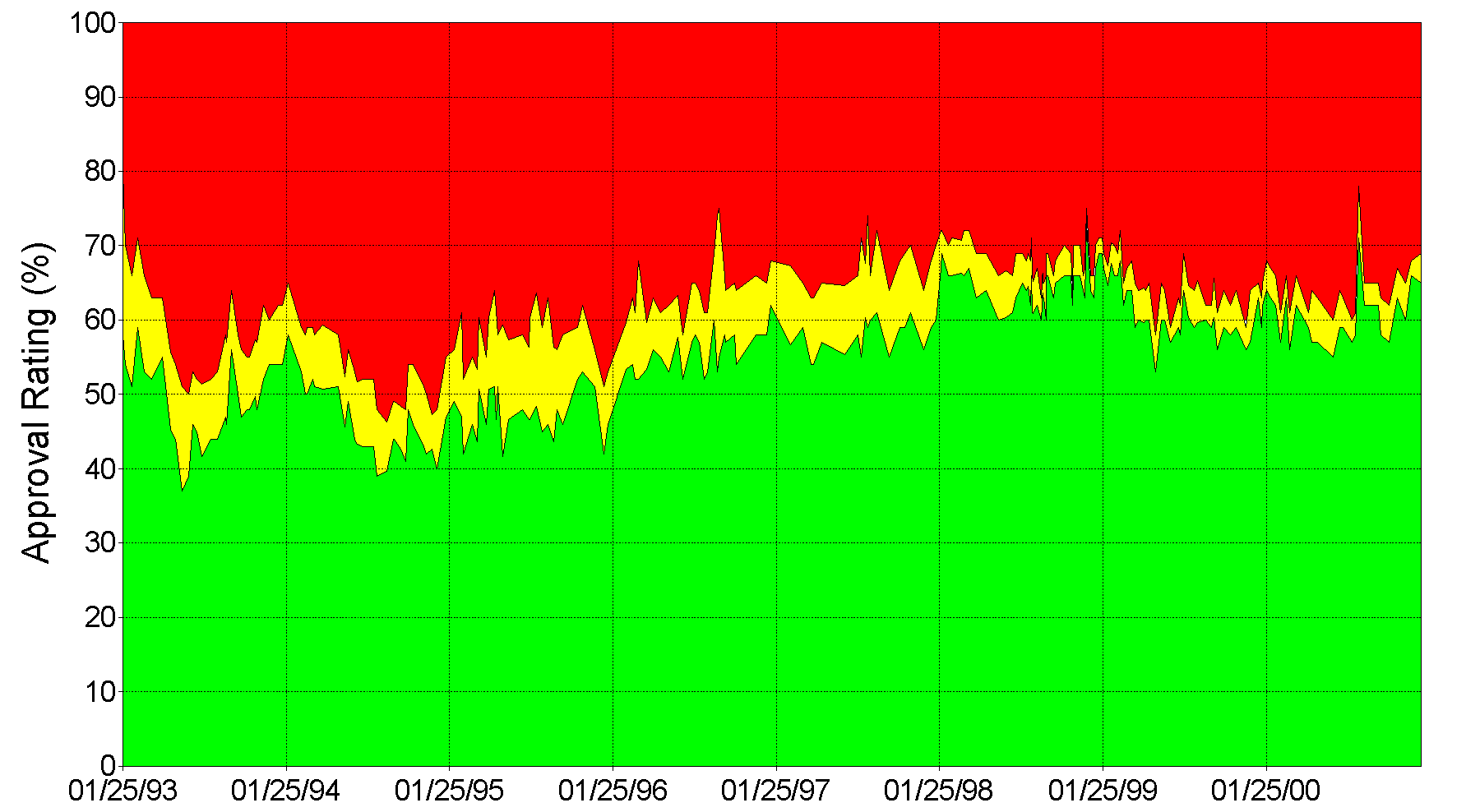
Bill Clinton
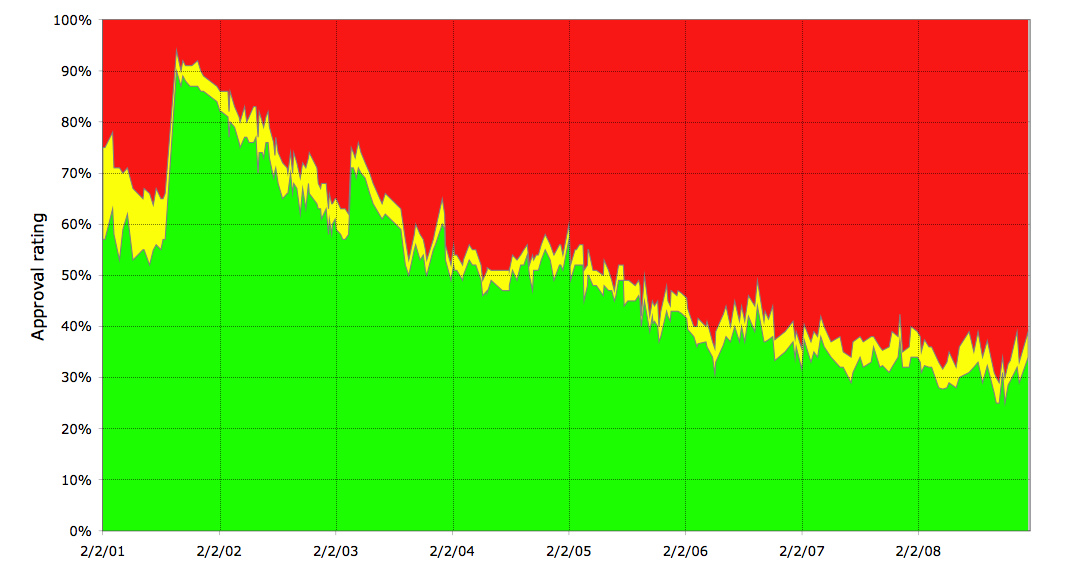
George W. Bush
Barack Obama
Donald Trump
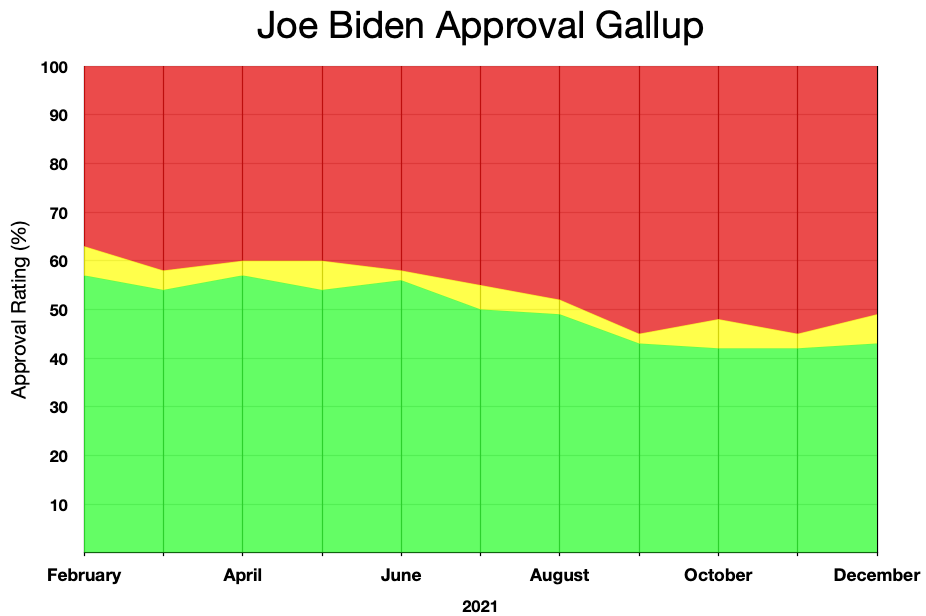
Joe Biden